# Joseph Juárez
Joseph Juárez (Lima, Provincia de Lima, Perú, 16 de junio de 1994) es un futbolista peruano. Juega de centrocampista y actualmente se encuentra sin equipo. Tiene 30 años.

## Trayectoria
Formado en las categorías menores del Esther Grande de Bentín desde los 12 años de edad. En el año 2013 pasa unas pruebas con el club holandés Twente FC y el club polaco Polonia Varsovia.
Tras no pasar las pruebas ficha por el Inti Gas, donde permanece por 2 años y medio. Durante su estadía en el club Ayacuchano encontró regularidad y tuvo muy buenas actuaciones, lo que le valió su contratación por el Deportivo Municipal para la temporada 2016.
Jugó por todo el 2017 por Juan Aurich de Chiclayo. Jugó en total 33 partidos siendo habitual titular. A final de año descendió de categoría.

## Clubes
| Club                       | País | Año       |
| -------------------------- | ---- | --------- |
| Ayacucho F. C.             | Perú | 2013-2015 |
| Deportivo Municipal        | Perú | 2016      |
| Juan Aurich                | Perú | 2017      |
| AFE Cosmos                 | Perú | 2018      |
| Deportivo Huracán de Canta | Perú | 2018      |

|Real Madrid - España
| Perú
|2019-2021
|}